# Lignières-Orgères
Lignières-Orgères – miejscowość i gmina we Francji, w regionie Kraj Loary, w departamencie Mayenne.
Według danych na rok 1990 gminę zamieszkiwały 773 osoby, a gęstość zaludnienia wynosiła 19 osób/km² (wśród 1504 gmin Kraju Loary Lignières-Orgères plasuje się na 686. miejscu pod względem liczby ludności, natomiast pod względem powierzchni na miejscu 134.).